# Витебска губерния
Ви́тебска губе́рния (на руски: Витебская губерния) е административно-териториална единица (губерния) на Руската империя, а след това на Руската република, Съюза на съветските социалистически република (СССР), Руската съветска федеративна социалистическа република (РСФСР) и Белоруската съветска социалистическа република (Беларуска ССР), като губернията е просъществувала от 1802 до 1924 година. 
Столицата на губернията (губернският град) е Витебск, а най-големият град – Двинск.
Губернията се е разпростирала на територията на североизточната част на съвременната Витебска област на Беларус, както и югоизточната част на Латвия с градовете Даугавпилс (бившия Двинск), Резекне (Режица) и Лудза (Люцин) и някои райони на Русия (например, градовете Невел и Себеж в Псковска област, Велиж в Смоленска област, части от днешна Тверска област).
Губернията е създадена с указ на Управляващия сенат на Руската империя от 11 март 1802 година, разделяйки дотогавашната Беларуска губерния на Витебска и Могильовска губерния. 
Към 1897 година населението ѝ е около 1,5 милиона души, главно беларуси (53,0%), латвийци (17,7%), руснаци (13,3%) и евреи (11,7%).
През 1918 година северозападните райони стават част от получилата независимост Латвия. 
През 1924 година губернията е разпусната, като североизточната периферия е предадена на Руската съветска федеративна социалистическа република, а основната част – на Белоруската съветска социалистическа република.

## Административно деление
В момента на образуването си, през 1802 г., губернията е разделена на 12 уезда: Велижки, Витебски, Городокски, Динабургски (от 1893 г. – Двински), Дрисенски, Лепелски, Люцински, Невелски, Полоцки, Режицки, Себежски и Суражски.
През 1866 г. Суражският уезд е премахнат и отново възстановен през 1920 г. През 1893 г. Динабургският уезд е преименуван на Двински.
В края на XIX век в губернията има 12 града, 41 населени места, 19 750 села.
| №  | Уезд                  | Уезден град (областен град)     | Герб на уездния град | Площ, кв. верста | Площ, км² | Население на уезда (1897 г., души) |
| -- | --------------------- | ------------------------------- | -------------------- | ---------------- | --------- | ---------------------------------- |
| 1  | Велижски              | Велиж (12 193 души)             |                      | 3900,0           | 4438      | 100 079                            |
| 2  | Витебски              | Витебск (65 871 души)           |                      | 2861,1           | 3256      | 177 432                            |
| 3  | Городокски            | Городок (5023 души)             |                      | 3107,1           | 3536      | 112 033                            |
| 4  | Двински (Динабургски) | Двинск (Динабург) (69 675 души) |                      | 3860,4           | 4393      | 237 023                            |
| 5  | Дрисенски             | Дриса (4238 души)               |                      | 2568,9           | 2923      | 97 083                             |
| 6  | Лепелски              | Лепел (6284 души)               |                      | 3401,6           | 3871      | 156 706                            |
| 7  | Люцински              | Люцин (5140 души)               |                      | 4600,1           | 5235      | 128 155                            |
| 8  | Невелски              | Невел (9349 души)               |                      | 3397,7           | 3867      | 110 394                            |
| 9  | Полоцки               | Полоцк (20 294 души)            |                      | 4186,7           | 4765      | 141 841                            |
| 10 | Режицки               | Режица (10 795 души)            |                      | 3581,9           | 4076      | 136 445                            |
| 11 | Себежски              | Себеж (4326 души)               |                      | 3184,0           | 3624      | 92 055                             |

Обикновено населените места със статус на град са били единствено административните центрове на уездите. По исключения на някои градове са им се давали градски права без те да са център на уезд и са се наричали „безуезден“ град – т. е. град, който няма свой собствен, подчинен нему уезд.
| № | Безуезден град | Влиза в       | Население (1897 г.) | Герб |
| - | -------------- | ------------- | ------------------- | ---- |
| 1 | Сураж          | Витебски уезд | 2167 души           |      |

### Слред краха на Руската империя
След Октомврийската революция губернията влиза в състава на новосъздадената Западна област (1917–1918 г.) и Западна комуна на Руската съветска федеративна социалистическа република (РСФСР) (1918 г.). През декември 1917 г. Съветът на народните комисари (както се нарича правителството на съветска Русия в периода 1917–1946 г.) отделя от Витебска губерния Двински, Люцински и Режицки уезд и ги прехвърля към Лифландска губерния. На 1 януари 1919 г. Временното революционно правителство публикува манифест, с който провъзгласява образуването на Социалистическа съветска република Беларус (ССРБ) в състава на РСФСР, като ССРБ включва Витебска, Гродненска, Могильовска, Минска и Смоленска губернии. На 16 януари 1919 г. с решение на Централния комитет на РКП(б) Витебска, Могильовска и Смоленска губерния са възвърнати на пряко подчинение на РСФСР. През 1919 г. от Могильовска губерния към Витебска губерния е прехвърлен Сенненски уезд, а година по-късно от Гомелска губерния е прехвърлен Оршански уезд. През 1923 г. Городокски, Дрисенски и Сенненски уезди са премахнати, а Лепелски уезд е преименуван на Бочейковски уезд.
С постановление на Президиума на Общоруския централен изпълнителен комитет на РСФСР от 4 февруари 1924 г. „За предаването на районите с преобладаващо белоруско население на Беларус“, както и с постановление на Президиума на Централния изпълнителен комитет на БССР от 5 март 1924 г. „За присъединяването на Витебска губерния към Беларус“ и с резолюция на VI Всебелоруски извънреден конгрес на Съветите на БССР от 13 март 1924 г. Витебски, Полоцки, Сеннски, Суражски, Городокски, Дрисенски, Лепелски и Оршански уезди на Витебска губерния стават част от БССР. Себежски, Невелски и Велижски уезд остават в РСФСР и са включени в Псковска губерния. На 24 март същата година Витебска губерния е официално ликвидирана. На територията на бившата губерния, която влиза в състава на БССР, са създадени Витебски и Полоцки окръзи, подразделящи се на райони.

## Територия
В началото на XX век (1897 г.) територията на губернията е 38 649,5 квадратни верста (по данни на Енциклопедията на Брокхаус-Ефрон) или 39 700 квадратни верста (по данни на Павленков).

## Природни условия
Повърхността е вълнообразна, най-възвишената ивица се простира от Псковска област до Невел и Городок (до 952 фута височина), след това по вододела на Западна Двина и Днепър; западната част (Двински, Люцински и Режички уезд) е низинна; има много езера (около 2500), блата и гори; почвата е малко плодородна, глинеста и песъчливо-глинеста.

### Реки
Западна Двина е плавателна по цялата си течение, притоците ѝ Межа, Каспла (или Киспла) и Улла са плавателни; основните плавателни реки са: Лучоса, Ушача, Усяча, Полота и Дриса.

### Езера
Най-значимите езера са: Лубанс (112 кв. верста), Разно (75 кв. верста) и Освейско (49 кв. верста); блатата обхващат до 4000 кв. верста.

### Климат
На Запад климатът е по-мек отколкото на Изтока; Западната Двина край Двинск е без лед 247 дни в годината.

## Население

### Численност
Числеността на населението към 1897 г. възлиза на 1 489 246 души.
Към 1904 г. населението наброява 1,669 млн. души.
Не по-късно от 1910 г. населението е 1,74 млн. души, от които 237 (или 255) хил. души живеят в градовете.

### Национален състав
Националният състав (в % от общия брой на населението) към 1897 годе е следния:
| уезд                 | беларуси | латвийци | великоруси (руснаци) | евреи | поляци | немци |
| -------------------- | -------- | -------- | -------------------- | ----- | ------ | ----- |
| Губернията като цяло | 53,0     | 17,7     | 13,3                 | 11,7  | 3,4    | …     |
| Велижски уезд        | 85,7     | 2,5      | 1,3                  | 9,8   | …      | …     |
| Витебски уезд        | 51,1     | 2,2      | 20,1                 | 22,3  | 3,2    | …     |
| Городокски уезд      | 83,6     | …        | 10,7                 | 4,7   | …      | …     |
| Двински уезд         | 13,8     | 39,0     | 15,3                 | 20,0  | 9,1    | 1,8   |
| Дрисенски уезд       | 86,2     | …        | 1,6                  | 9,1   | 2,4    | …     |
| Лепелски уезд        | 82,0     | …        | 1,7                  | 11,6  | 4,0    | …     |
| Люцински уезд        | 20,5     | 64,2     | 7,1                  | 4,9   | 2,2    | …     |
| Невелски уезд        | 84,0     | …        | 7,1                  | 7,4   | …      | …     |
| Полоцки уезд         | 73,1     | 1,2      | 11,1                 | 12,1  | 2,0    | …     |
| Режицки уезд         | 5,4      | 57,9     | 23,9                 | 7,4   | 4,8    | …     |
| Себежски уезд        | 47,1     | …        | 47,1                 | 3,8   | 1,5    | …     |

### Религия
- Православни и единоверци — 825 601
- Римо-католици — 357 309
- Юдеи — 175 629
- Старообрядци и сектанти — 83 022
- Лутерани — 46 654
- Мюсюлмани — 661
- Баптисти — 130
- Общо всички — 1 489 246.[1]

### Дворянски родове
Сред дворянските родове (благородници), които са живяли и управлявали тук, са родовете: Миклашевски, Жаба, Жоховски, Заремба, Йодко, Карницки, Керн, Козакевичи, Кохански, Кулневи, Саракаеви, Губанови.

## Икономика

### Структура на заетостта на населението
74% от населението е заето в селското стопанство (земеделие, градинарство, горско стопанство), а 8% в преработващата промишленост.

### Отрасли
През 1903 г. 39 000 души се занимават с временна, често сезонна, неквалифицирана работа извън населените места, обикновено за извършвана от бедни селяни (копачи на железопътни релси, горска работа, риболов); 48 000 души се занимават със занаяти (дърводелство, шивачество и обущарство, плетене на рибарски мрежи, тъкачество на груби платове/сукно); 7000 души работят в общо 1293 фабрики и завода с годишна продукция от 6,5 милиона рубли (1 ленена предачница, 2 спиртоварни завода, 126 кожарски фабрики, 142 тухларни завода, 424 мелници); търговията е била незначителна и предимно местна.

### Селско стопанство
Отглеждат се ръж, овес, ечемик, картофи; средно за периода 1900-1904 г. са събрани от реколтата 13,2 млн. пуда (216,22 килотона) зимна ръж, 3,6 млн. пуда (58,97 килотона) ечемик, 7,2 млн. пуда (117,94 килотона) овес и 20,2 млн. пуда (330,88 килотона) картофи; развива се отглеждането на лен; промишлено градинарство (ябълки, круши и сливи); животновъдството е в упадък; до 35 % от територията на губернията е заета от гори, много строителна дървесина (бор, смърч), развити са горските занаяти, развито е корабостроенето по бреговете на Западна Двина; риболов в езерата.

## Просвещение
Учебни заведения: според Павленков – 5 средни, 9 специални, 1281 нисши училища; според Енциклопедичния речник на Брокхауз и Ефрон – общо 1667 училища с 61 хил. учащи се, в това число 349 начални училища на Министерството на народното просвещение, 246 църковно-енорийски училища, 659 училища за ограмотяване, 5 средни училища с 2248 ученици, кадетски корпус, учителска семинария, 5 духовни училища, селскостопански и занаятчийски училища; 385 еврейски училища (23 от тях държавни) със 7095 ученици; грамотни са 24,5 % от населението.